# Astragalus rubellus
Astragalus rubellus är en ärtväxtart som beskrevs av Nikolai Fedorovich Gontscharow. Astragalus rubellus ingår i släktet vedlar, och familjen ärtväxter. Inga underarter finns listade i Catalogue of Life.